# Oreophryne anthonyi
Espèce
Synonymes
- Sphenophryne anthonyi Boulenger, 1897

Statut de conservation UICN

 LC  : Préoccupation mineure
Oreophryne anthonyi est une espèce d'amphibiens de la famille des Microhylidae.

## Répartition
Cette espèce est endémique de Papouasie-Nouvelle-Guinée. Son aire de répartition s'étend de la chaîne Owen Stanley, Province centrale, jusqu'au mont Dayman, province de Baie Milne. Elle est présente jusqu'à 2 800 m d'altitude,.

## Description
Oreophryne anthonyi mesure environ 45 mm.

## Étymologie
Cette espèce est nommée en l'honneur d'Alearce Savery Anthony.

## Publication originale
- Boulenger, 1897 : Descriptions of new lizards and frogs from Mount Victoria, Owen Stanley Range, New Guinea, collected by Mr. A. S. Anthony. Annals and Magazine of Natural History, sér. 6, vol. 19, p. 6-13 (texte intégral).